# FilmBox Premium
A FilmBox Premium (korábban: FilmBox Extra) a FilmBox díjnyertes filmeket és a legjobb európai és tengerentúli alkotások prémiumválogatásait sugárzó csatornája. 2015. január 5-én indult. A csatorna a FilmBox többi csatornájához hasonlóan a nap 24 órájában reklámok és megszakítások nélkül sugároz. A csatorna logójának érdekessége, hogy a többi FilmBox csatornánál megszokott piros helyett csillogó aranyszínű háttéren van a „Box” szócska.
A csatorna hangja (társaihoz hasonlóan) Földi Tamás.
2022. szeptember 1-én bekerült a DIGI kínálatába a többi FilmBoxos csatornával együtt, többek között a megszűnt Film Now pótlására.

## Műsorstruktúra
A csatorna főként a 20th Century Studios, a Lions Gate Entertainment, a Sony Pictures, az SPI International, a Warner Bros. és világhírű független stúdiók filmjeit vetíti.

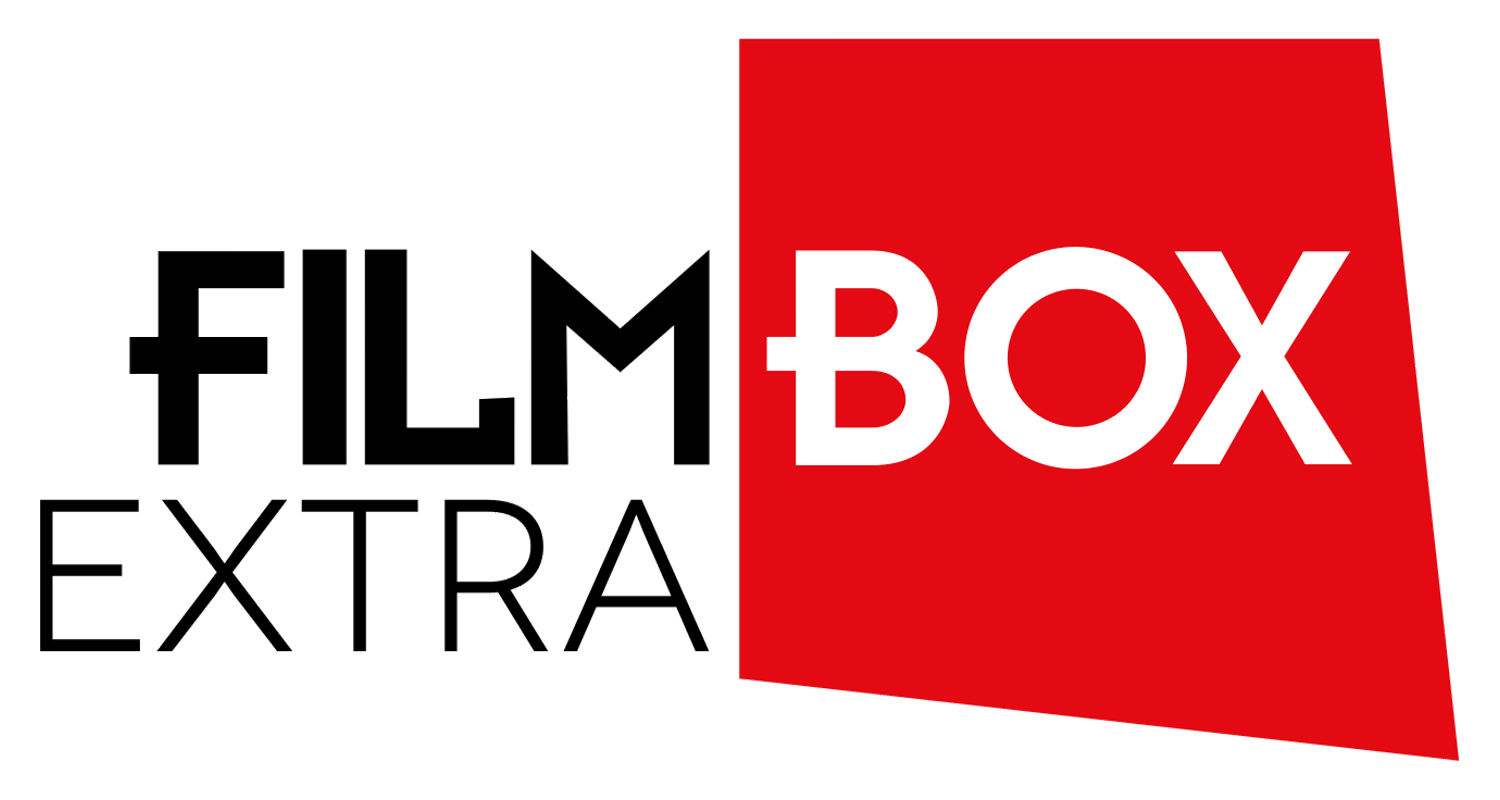
A csatorna logója FilmBox Extra-ként (2013-2015)